# Kia KX3
La Kia KX3, chiamata anche Kia Aopao (cinese: 起亚KX3傲跑; pinyin: Qǐyà KX3 Àopǎo), è un'autovettura prodotta dalla casa automobilistica coreana Kia Motors a partire dal 2015, realizzata esclusivamente per il mercato cinese.

## Prima serie (KC; 2015-2019)

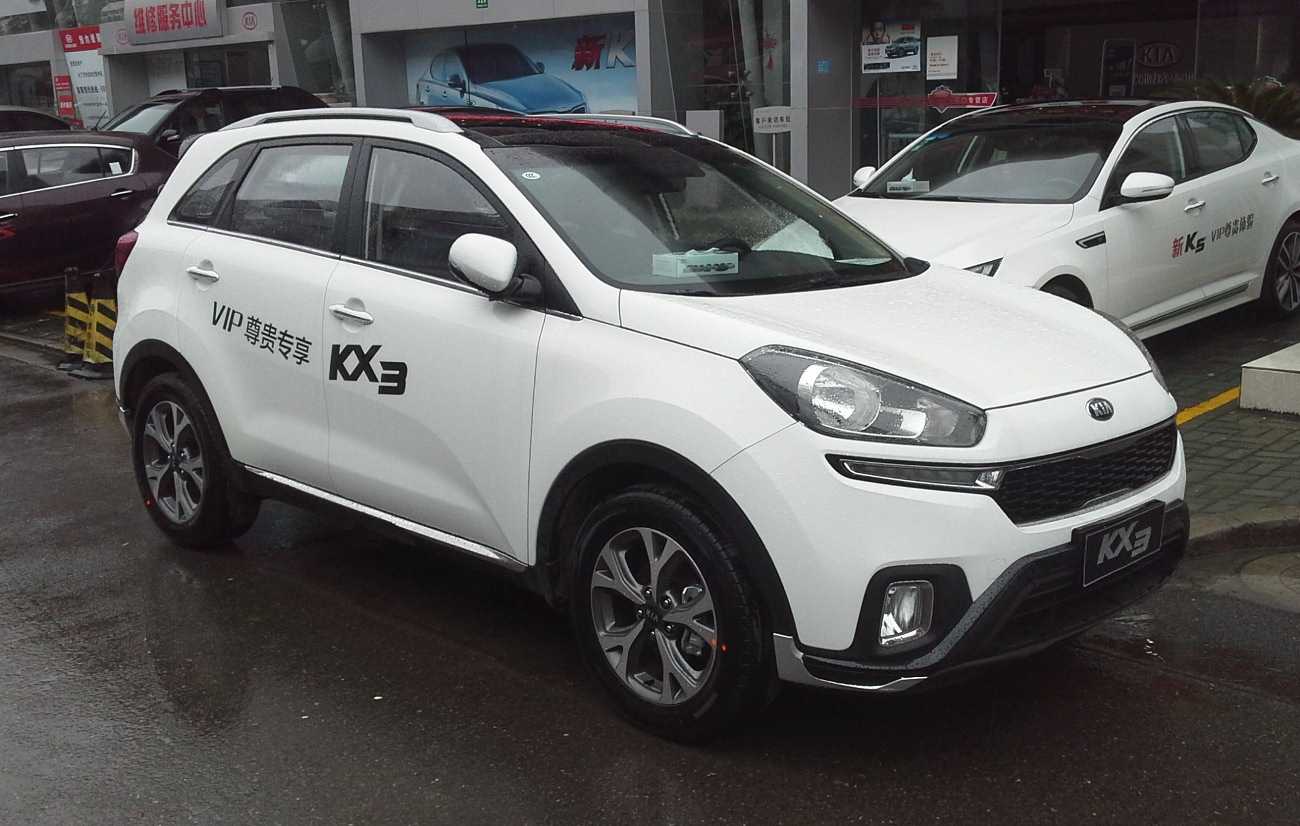
Kia KX3 (Restyling 2016)

La KX3 ha debuttato in veste di concept car al salone di Guangzhou 2014, mentre la versione di produzione ha esordito a marzo 2015. La KX3 si basa sulla stessa piattaforma della Hyundai ix25, dalla quale riprende anche lo schema tecnico e gran parte della meccanica.
Le motorizzazioni della prima serie comprendono tutte propulsori a 4 cilindri in linea: un 1,6 litri in versione aspirata con 123 CV e un turbo da 1,6 con 200 CV e 2,0 litri con 202 CV.
Nel 2016 la Kia KX3 è stata sottoposta a leggero un restyling presentato in occasione del salone di Chengdu 2016; l'aggiornamento ha interessato il design dei paraurti anteriore e posteriore. La vettura esce di produzione nel 2019.

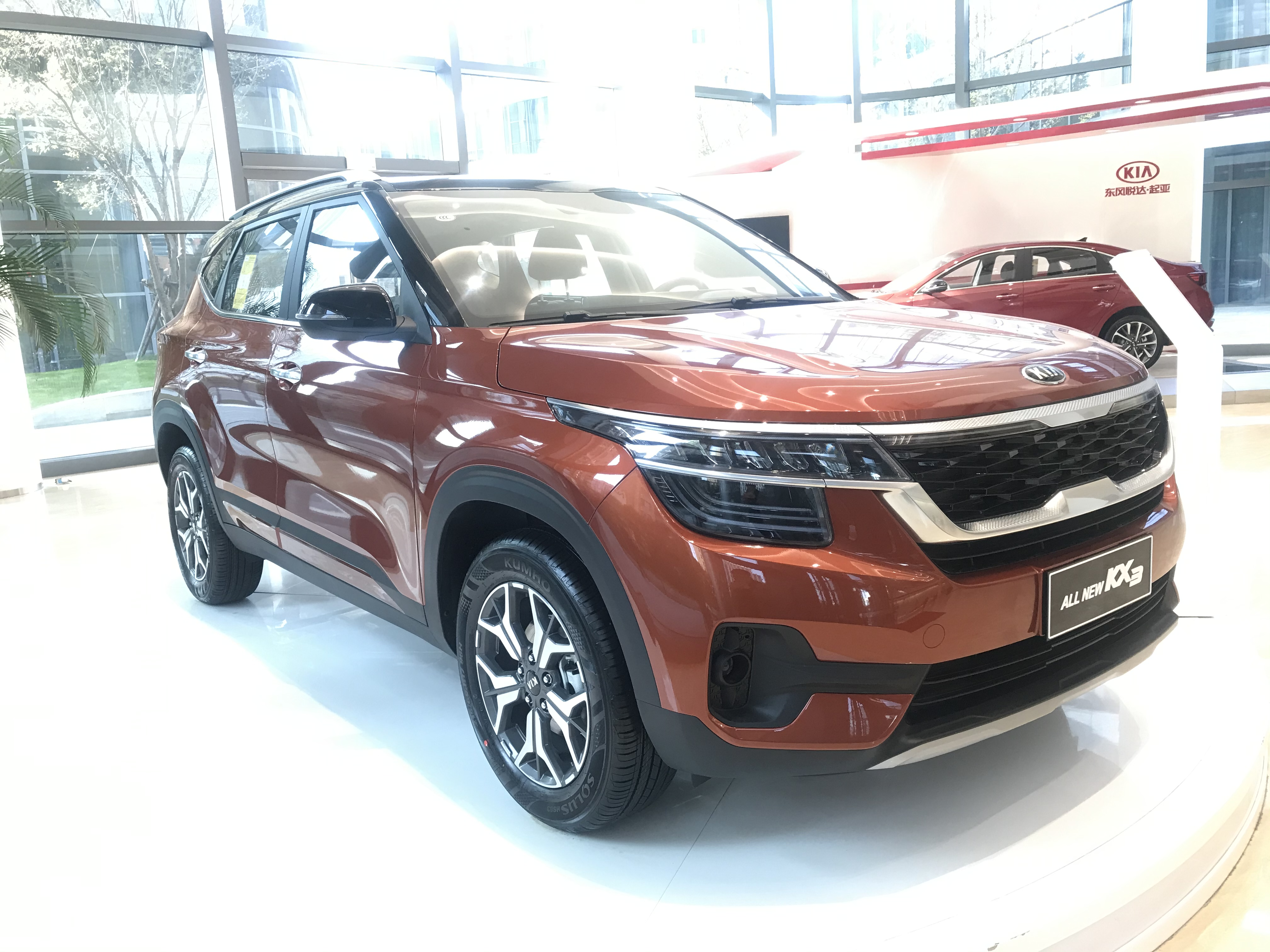
Kia KX3 II

## Seconda serie (SP2c; dal 2020)
Nel settembre 2019 Kia ha presentato la Seltos, che in alcuni mercati viene commercializzata come seconda generazione della KX3; come motorizzazione disponibile al lancio vi è il motore aspirato G4FL da 1,5 litri che eroga 115 CV.